# Kościół Chrystusa Króla w Sikorkach
Kościół Chrystusa Króla – zabytkowy kościół parafialny o drewnianej konstrukcji szkieletowej z ceglanym wypełnieniem z XVIII wieku, położony w Sikorkach, w województwie zachodniopomorskim, w powiecie goleniowskim, w gminie Nowogard. Wpisany do zachodniopomorskiego rejestru zabytków pod numerem A-1344 z 8 listopada 1990 roku.

## Historia
Kościół został zbudowany w drugiej połowie XVIII wieku. W latach 1816–1818 przeprowadzono gruntowny remont kościoła i wieży. Na początku lat 30. XIX wieku pierwotna ryglowa wieża została rozebrana i zastąpiona nową, drewnianą, która również przeszła przebudowę na początku XX wieku. Wówczas jej dolna kondygnacja została wymurowana z kamienia i cegły. Po wojnie dobudowano zakrystię od wschodniej strony. W 1856 roku naprawiono dachy i ambonę. W czasach powojennych kościół został poświęcony 28 października 1945 roku przez księdza Bogdana Szczepanowskiego TChR, a parafia w Sikorkach erygowana 24 października 1957 roku.

## Opis
Kościół został wzniesiony w konstrukcji ryglowej. Jest to jednonawowa świątynia o prostokątnym planie, z kwadratową wieżą po stronie zachodniej. Dach siodłowy pokryty jest dachówką, a wieżę wieńczy ośmioboczny, spiczasty hełm. Okna są prostokątne, podzielone na kwatery.   
Wnętrze świątyni ma drewniany strop z belkami, a od zachodu znajduje się chór wsparty na czterech kolumnach, z organami. W prezbiterium znajduje się gotycki ołtarz z początku XVI wieku, przedstawiający ukrzyżowanie Jezusa Chrystusa, z figurami Matki Boskiej i św. Jana Ewangelisty po bokach. W skrzydłach tryptyku umieszczono figury Apostołów, a poniżej ołtarza znajduje się tabernakulum ozdobione symbolem Chrystusa. Na ścianach kościoła znajdują się współczesne stacje drogi krzyżowej. W kościele znajduje się również obraz Chrystusa Króla, przedstawiający zbawiciela w królewskich szatach z koroną i jabłkiem w dłoni.  